# بد فیش برون
بد فیش برون (به آلمانی: Bad Fischau-Brunn) یک منطقهٔ مسکونی در اتریش است که در ناحیه وینر نوی‌اشتات-لاند واقع شده‌است. بد فیش برون ۲۰٫۶۶ کیلومتر مربع مساحت دارد ۲۸۸ متر بالاتر از سطح دریا واقع شده‌است.